# Sendero del archipiélago de Estocolmo
El sendero del archipiélago de Estocolmo (Stockholm Archipelago Trail) comprende de rutas de senderismo que se extienden a lo largo de aproximadamente 270 kilómetros (170 millas) a través del archipiélago de Estocolmo en Suecia. El sendero, que va desde Arholma, en el norte, hasta Landsort, en el sur, ofrece secciones distintivas, cada una con su propia experiencia única, y es accesible a través del sistema de transporte público en ferry de la región.
A partir de 2024, la Ruta del Archipiélago de Estocolmo abarca 20 islas, con planes de ampliación en el futuro. Cada sendero está clasificado con una de las siguientes designaciones: "fácil", "moderado" o "difícil".. Puede encontrar información sobre los distintos senderos, su accesibilidad, las opciones de alojamiento y más en el sitio web oficial de la Ruta del Archipiélago de Estocolmo.
La Ruta del Archipiélago de Estocolmo ha recibido reconocimiento internacional, incluyendo el otorgado por la revista National Geographic. En octubre de 2024, esta nombró al Archipiélago de Estocolmo como uno de los 25 mejores destinos del mundo para el año 2025.
El archipiélago de Estocolmo está compuesto por más de 30.000 islas, lo que lo convierte en uno de los archipiélagos más grandes del mundo. La Ruta del Archipiélago de Estocolmo tiene como objetivo preservar el frágil entorno natural gestionando los flujos de visitantes en las islas para fomentar un turismo sostenible. Además, pone en valor el rico patrimonio cultural de la región y busca crear oportunidades para que más personas se establezcan en el archipiélago.
Los excursionistas pueden adaptar su experiencia según sus preferencias, optando por una aventura desafiante con campamentos en sitios designados o disfrutando de la comodidad de acogedores hoteles y posadas a lo largo del sendero. Sin embargo, la disponibilidad de alojamiento y restaurantes varía según la temporada, ya que muchas instalaciones operan exclusivamente durante las semanas pico del verano. Esta estacionalidad también afecta a los servicios de ferry, cuyos horarios cambian a lo largo del año. Como resultado, los viajes entre islas requieren una planificación cuidadosa, especialmente fuera de la temporada estival. Estos factores combinados hacen que la experiencia de senderismo sea más o menos desafiante dependiendo de la época del año.

## Secciones
El sendero del archipiélago de Estocolmo está marcado en rojo en el mapa.
- A Arholma – promedio
- B Lidö – promedio
- C Furusund – fácil
- D Yxlan – moderado
- E Finnhamn – moderado
- F Ingmarsö – fácil
- G Brottö – fácil
- H Svartsö – fácil
- I Möja – fácil
- J Grinda – moderado
- K Sandhamn – fácil
- L Runmarö – moderado
- M Nämdö – moderado
- N Ornö – moderado
- O Fjärdlång – moderado
- P Utö – desafiante
- Q Rånö – fácil
- R Ålö – desafiante
- S Nåttarö – desafiante
- T Landsort – moderado